# Damen Fast RoPax Ferry 5510
Der Damen Fast RoPax Ferry 5510 ist ein Schiffstyp der niederländischen Werft Damen Shipyards Group.

## Geschichte
Von dem Schiffstyp wurden 2015 zwei Einheiten für die Reederei SPM Ferries in Saint-Pierre, Saint-Pierre und Miquelon, bestellt und auf der Werft Damen Shipyards Antalya gebaut. Sie wurden Ende 2017 als Decksladung mit einem Schwergutfrachter nach Saint-Pierre verschifft.
Die Fähren verkehren im vor der Küste Neufundlands liegenden französischen Überseegebiet Saint-Pierre und Miquelon zwischen Saint-Pierre und Miquelon sowie der Stadt Fortune auf Neufundland.

## Technische Daten und Ausstattung
Der Schiffsrumpf basiert auf dem Damen-Entwurf Stan Patrol 5009 bzw. Fast Crew Supply 5009 mit Axtbug.
Die Schiffe werden von vier Viertakt-Achtzylinder-Dieselmotoren des Herstellers Caterpillar (Typ: C32 ACERT) mit jeweils 1081 kW Leistung angetrieben. Die Motoren wirken über Getriebe auf vier Festpropeller. Die Schiffe erreichen eine Geschwindigkeit von rund 20 kn. Die Schiffe sind mit zwei Bugstrahlrudern mit jeweils 85 kW Leistung ausgerüstet. Für die Stromversorgung stehen vier Dieselgeneratoren mit jeweils 100 kW Leistung (125 kVA Scheinleistung) zur Verfügung.
Die Decksaufbauten befinden sich in der vorderen Hälfte der Schiffe. Hinter den Decksaufbauten und teilweise von diesen überbaut befindet sich das Fahrzeugdeck. Die Fahrzeugkapazität beträgt 18 Pkw bzw. drei Lkw und sechs Pkw, die auf sechs Pkw-Spuren bzw. drei Lkw-Spuren nebeneinander Platz finden. Fahrzeuge können das Deck über eine Heckrampe erreichen. Auf dem bis auf den vorderen Teil offenen Fahrzeugdeck können auch andere Ladungspartien befördert werden.
Die Passagierkapazität der Schiffe beträgt 188 Personen. Auf dem Hauptdeck stehen 46 Sitzplätze, auf dem Oberdeck 142 Sitzplätze innerhalb des Deckshauses sowie weitere 36 Sitzplätze auf dem Außendeck zur Verfügung.

## Schiffe
| Damen Fast RoPax Ferry 5510 | Damen Fast RoPax Ferry 5510 | Damen Fast RoPax Ferry 5510 | Damen Fast RoPax Ferry 5510 |
| Bauname                     | Baunummer                   | IMO-Nummer                  | Ablieferung                 |
| --------------------------- | --------------------------- | --------------------------- | --------------------------- |
| Nordet                      | 539307                      | 9803259                     | Januar 2018                 |
| Suroît                      | 539308                      | 9803261                     | Januar 2018                 |

Die Schiffe fahren unter der Flagge Frankreichs.